# غويدو ماسيتي
غويدو ماسيتي (بالإيطالية:  Guido Masetti)‏ (22 نوفمبر 1907 في فيرونا – 26 نوفمبر 1993 في روما) لاعب كرة قدم إيطالي راحل كان يجيد اللعب في مركز حارس مرمى .
لعب طوال مسيرته الرياضية في أندية هيلاس فيرونا (1926-1930) و روما (1930-1943) .
لعب لصالح منتخب إيطاليا مباراتان دوليتان من دون تسجيل أي هدف وقد شارك في بطولة كأس العالم لكرة القدم 1934 التي أقيمت في إيطاليا .
بعد اعتزال اللعب تولى تدريب أندية غوبيو (1942-1943) روما (1943-1945) روما (1950-1951) باليرمو (1952) روما (1956-1957) .

## روابط خارجية
- غويدو ماسيتي على موقع قاعدة بيانات كرة القدم.إي يو (الإنجليزية)
- غويدو ماسيتي على موقع ناشيونال فوتبول تيمز (الإنجليزية)
- غويدو ماسيتي على موقع Soccerway.com (الإنجليزية)
- غويدو ماسيتي على موقع عالم كرة القدم.نت (الإنجليزية)